# なっきーす。
なっきーす。（本名：立崎 直樹）は、日本の作曲家、編曲家であり、スタジオEJSSの代表である。
北海道帯広市出身。

## 略歴
音楽を始めたきっかけは、小学1年の時にハモンドオルガン教室へ通うのがきっかけ。中学1年の時に初バンドを組み、中学3年の時に作曲を始める。高校2年の時に参加した作曲コンテストで入賞したことから、作家事務所へ所属するが、現在はフリー作家として活躍している。スタジオEJSSの代表でもある。

## 作品

### シングル
- 少しは気にして（1992年）
- My Loving（1993年）
- Happy X'mas（1993年）
- 見えない空の下で（1995年）
- その先の道へ（2016年）
- 壊れかけ人形（2018年）
- 気持ちよくなりたい（2020年）